# Томешть (Хунедоара)
Томешть, Томешті (рум. Tomești) — село у повіті Хунедоара в Румунії. Адміністративний центр комуни Томешть.
Село розташоване на відстані 333 км на північний захід від Бухареста, 42 км на північний захід від Деви, 94 км на південний захід від Клуж-Напоки, 121 км на північний схід від Тімішоари.

## Населення
За даними перепису населення 2002 року у селі проживала 201 особа, з них 200 осіб (99,5%) румунів. Рідною мовою 200 осіб (99,5%) назвали румунську.